# 両眼視差
両眼視差（りょうがんしさ、英: Binocular parallax, Parallax, Binocular disparity）とは右目と左目で見える像の“位置”あるいは“視方向”における差異のこと。厳密に訳すならばBinocular parallaxが両眼視差であり、Binocular disparityは両眼像差あるいは両眼像のずれとも言う。しかし、日本語において単に両眼視差と言った場合、その数値(基準0が異なる）を問わなければ同じ意味になるBinocular disparity を指すこともある。単に視差と呼ぶこともある。この両眼視差から奥行きを知覚することができる。

## Binocular parallax

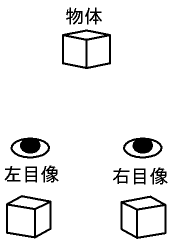

右図のように物体を見る時、右目と左目で物体への視方向（θ)が異なる。この視方向差(θ2 - θ1)を指す。対象への視方向差が　奥行き感の指標となる。眼球（視線）は物体の方向に向いた場合には、2つの眼球の角度が奥行きの認識の指標となる。この物体から見て右目と左目とのなす角を輻輳角と呼び、両眼視差を角度で表すと同じになる。

## Binocular disparity

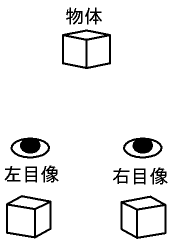

目（網膜）に映る物体像は右目と左目で異なる。上記のparallaxと異なり、両眼の視線（輻輳角）によって、その両眼網膜像を重ねたときの位置（視方向）が変わる。今、ある基準点を両眼で注視するとき、前後に離れたもう1点の網膜上での両眼像の差異を角度で表す。これは2つの点のそれぞれのparallaxの差となる。立体映像(Stereoscopic image)では、左右眼像を表示するスクリーン位置を基準として、スクリーン上の左右像の位置ずれを視距離で除した角度に相当する。これによって立体の奥行きを認識することができる。しかし、あまりに目に近い場合は両眼の像を結合できず物体が二重になって見えるようになる。また、両眼が完全に物体の方向に向けられなくなることもある。